# Burg Landsöhr
Die Burg Landsöhr, auch Burg Landseer oder Bertaburg genannt, ist eine abgegangene Spornburg auf einem 739,2 m ü. NHN hohen nördlichen Sporn des Kornbergs bei Bad Boll im Landkreis Göppingen in Baden-Württemberg.

## Geschichte
Die ältere Forschung vermutet, die Burg sei bereits in keltischer Zeit als Fliehburg erbaut wurden. Indirekt belegt ist die Burg mit dem Auftreten eines lokalen Adelsgeschlechts von Boll im 13. Jahrhundert. 1321 wechselte der Ort Bad Boll von den Herzögen von Teck in württembergischen Besitz über. Die Burg wird erstmals im 16. Jahrhundert benannt.
Die Bezeichnung Bertaburg basiert auf der Überlieferung, dass Berta von Boll hier ihren Witwensitz gehabt haben soll. Ob sich ihr Sitz hier oder unten im Dorf befunden hat, ist jedoch unklar.

## Beschreibung
Der heutige Burgstall liegt auf einem langen Höhensporn. Im Gelände sichtbar sind zwei Gräben, welche die Areale der Kernburg und der Vorburg begrenzen. Das Spornende war durch einen weiteren Graben und einen verflachten Wall abgesichert.